# Bobov Dol (huyện)
Bobovdol là một huyện thuộc tỉnh Kyustendil, Bungaria. Dân số thời điểm năm 2001 là 11755 người.